# Tetrastichus planipennisi
Espèce
Tetrastichus planipennisi est une espèce nord-asiatique d'hyménoptères de la famille des Eulophidae.

## Écologie
Tetrastichus planipennisi est un parasitoïde de l'agrile du frêne (Agrilus planipennis), coléoptère originaire d'Asie et de Russie orientale. Comme l'indique son nom vernaculaire, l'insecte réalise son cycle vital sur le frêne. L'agrile du frêne est une espèce envahissante qui détruit des dizaines de millions de frênes dans son aire de répartition après son introduction en Amérique du Nord. Dans le cadre de la campagne contre l'agrile du frêne, des scientifiques américains, en collaboration avec l'Académie chinoise de sylviculture, commencent à rechercher en 2003 ses ennemis naturels à l'état sauvage, ce qui conduit à la découverte de plusieurs espèces de guêpes parasitoïdes, dont Tetrastichus planipennisi. Le coléoptère s'attaque au frêne asiatique Fraxinus mandschurica qui fut introduit en Amérique comme plante ornementale. Il s'attaque ensuite aux frênes américains Fraxinus pennsylvanica et Fraxinus velutina.
Tetrastichus planipennisi parasite les larves de l'agrile du frêne en forant à travers l'écorce et en pondant des œufs sur son hôte. Les larves parasitoïdes à couver se nourrissent et se développent sur la larve de l'agrile du frêne, ce qui entraîne sa mort. Tetrastichus compte au moins quatre générations chaque année et une larve de l'agrile du frêne peut nourrir jusqu'à 127 adultes de Tetrastichus. Tetrastichus planipennisi survit à l'hiver sous forme de larves à l'intérieur de l'hôte ou la galerie d'hôtes sous l'écorce des frênes.
Tetrastichus planipennisi, un endoparasitoïde larvaire grégaire, fut introduit aux États-Unis d'Amérique pour un contrôle biologique possible de l'agrile du frêne avec deux autres guêpes, Oobius agrili et Spathius agrili. Cependant, parmi les trois, Tetrastichus planipennisi a montré les meilleurs résultats pour affecter l'agrile du frêne et établir des populations autosuffisantes.
Des recherches sur la viabilité d'un agent de lutte biologique efficace se poursuivent aux États-Unis et au Canada. Des méthodes de laboratoire ont été développées pour l'élevage continu de cette espèce et d'autres espèces de guêpes parasitoïdes de l'agrile du frêne. Des études approfondies sur la spécificité de ces parasitoïdes sur les coléoptères indigènes et d'autres insectes ont révélé que dans des essais en laboratoire, Tetrastichus n'a attaqué que les larves d'agrile du frêne se nourrissant activement dans les branches de frêne et a rejeté toutes les autres espèces.